# Óc Eo (xã)
Óc Eo (tiếng Khmer: អូរកែវ, Ou Kaev) là một xã thuộc tỉnh An Giang, Việt Nam.

## Lịch sử
Các di chỉ khảo cổ được tìm thấy ở Óc Eo khiến cho một số chuyên gia khảo cổ nhận định kinh đô Kottinagar  (thế kỷ 2 - thế kỷ 7) của Đế quốc Phù Nam từng tọa lạc ở Óc Eo.
Thị trấn Óc Eo được thành lập vào ngày 19 tháng 5 năm 2003 trên cơ sở 989,9 ha diện tích tự nhiên và 11.819 người của xã Vọng Thê.
Ngày 12 tháng 6 năm 2025, Ủy ban Thường vụ Quốc hội ban hành Nghị quyết số 1654/NQ-UBTVQH15 về việc sắp xếp các đơn vị hành chính cấp xã của tỉnh An Giang. Theo đó, toàn bộ diện tích tự nhiên, quy mô dân số của thị trấn Óc Eo, xã Vọng Thê và xã Vọng Đông thành xã mới có tên gọi là xã Óc Eo.

## Xã hội
Thị trấn Óc Eo có trường THPT Vọng Thê đặt trụ sở ở ấp Tân Đông, trường THCS Nguyễn Công Trứ (trước là trường THCS thị trấn Óc Eo). 

## Di tích

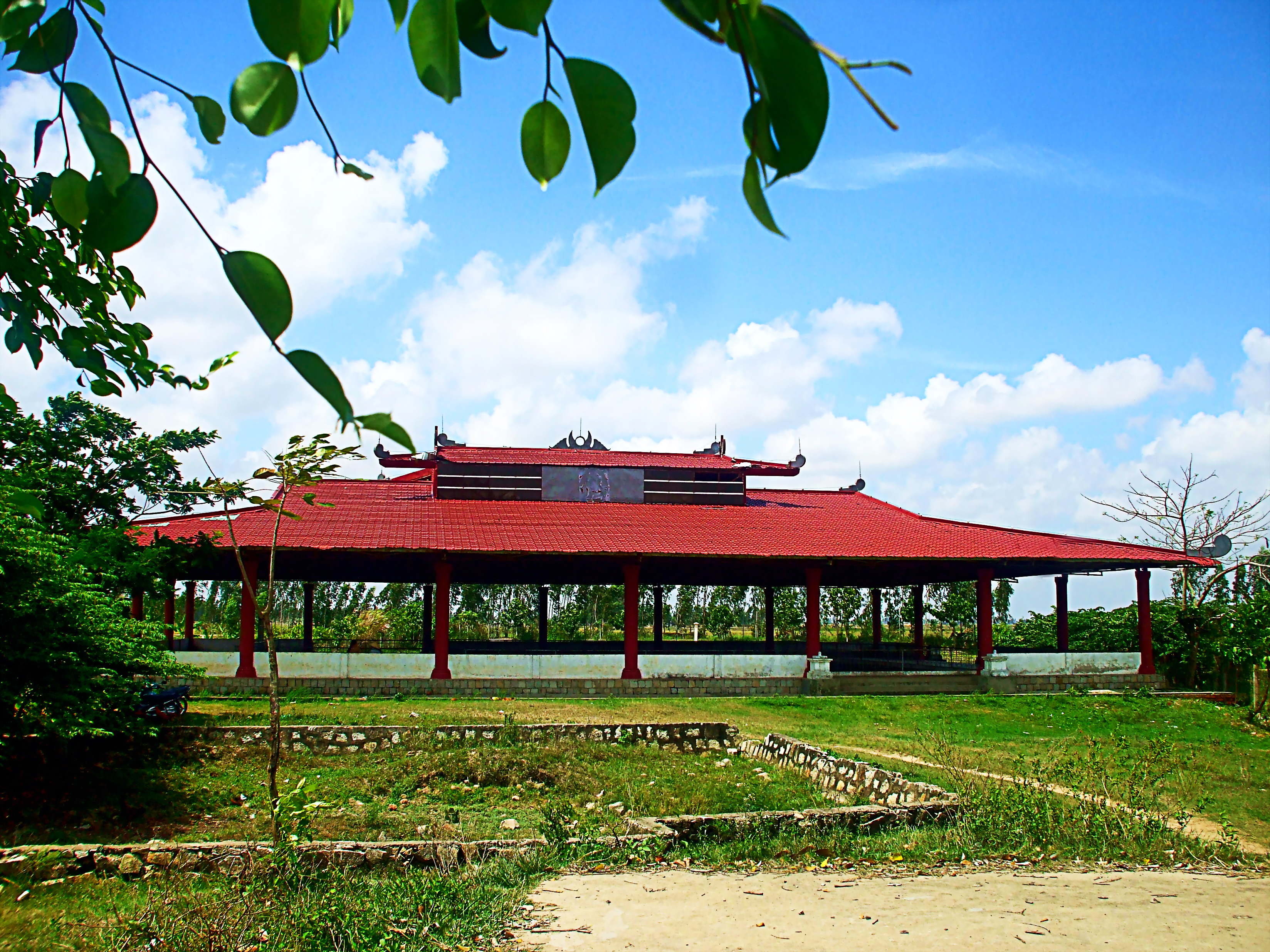
Nhà trưng bày và bảo quản di chỉ Gò Cây Thị, thuộc nền văn hóa Óc Eo, ở xã Vọng Thê, huyện Thoại Sơn

- Di tích Óc Eo – Ba Thê được Thủ tướng Chính phủ xếp hạng di tích quốc gia đặc biệt vào ngày 27 tháng 9 năm 2012.

## Hình ảnh

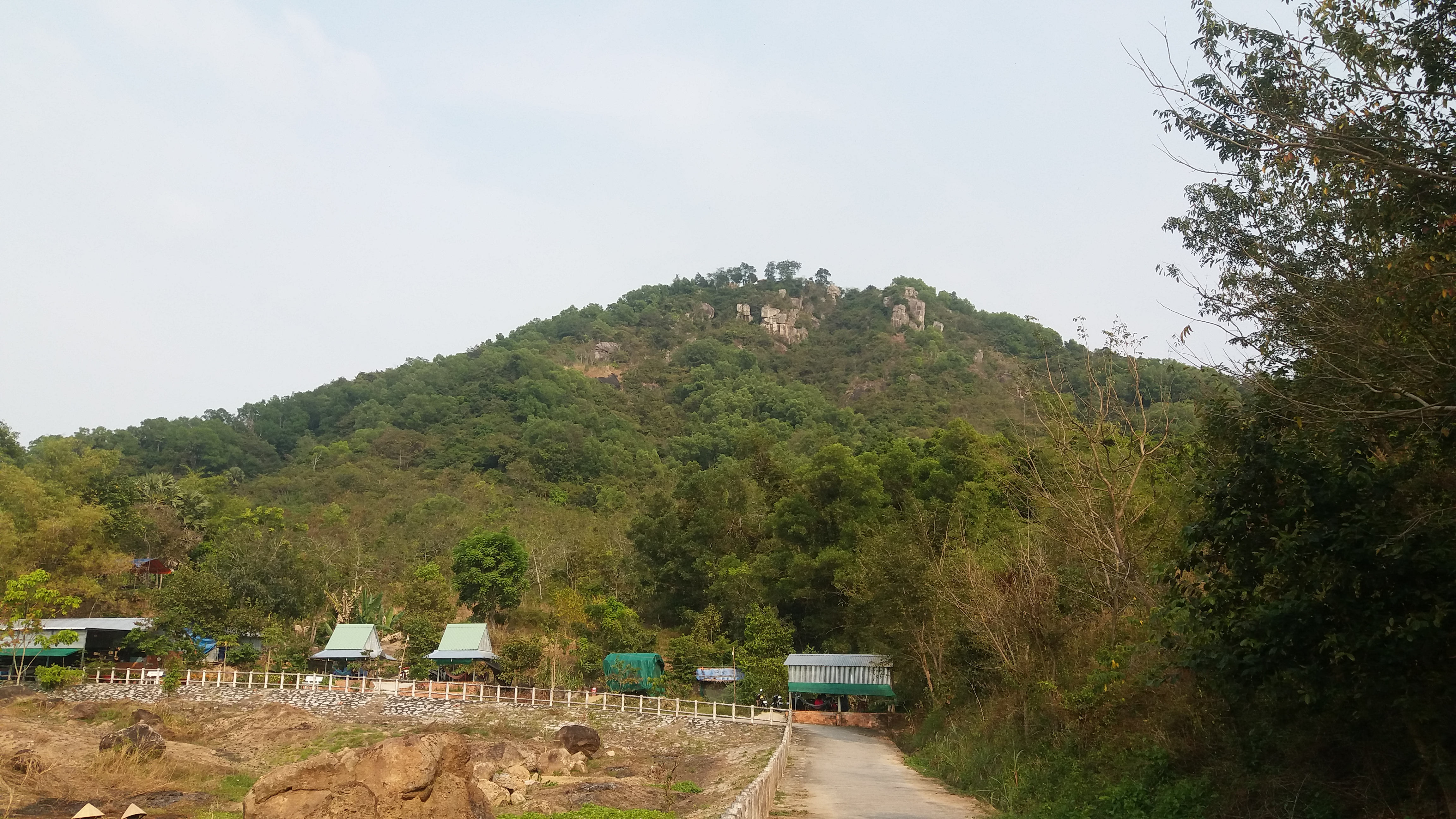
Núi Ba Thê nhìn từ hồ Óc Eo.
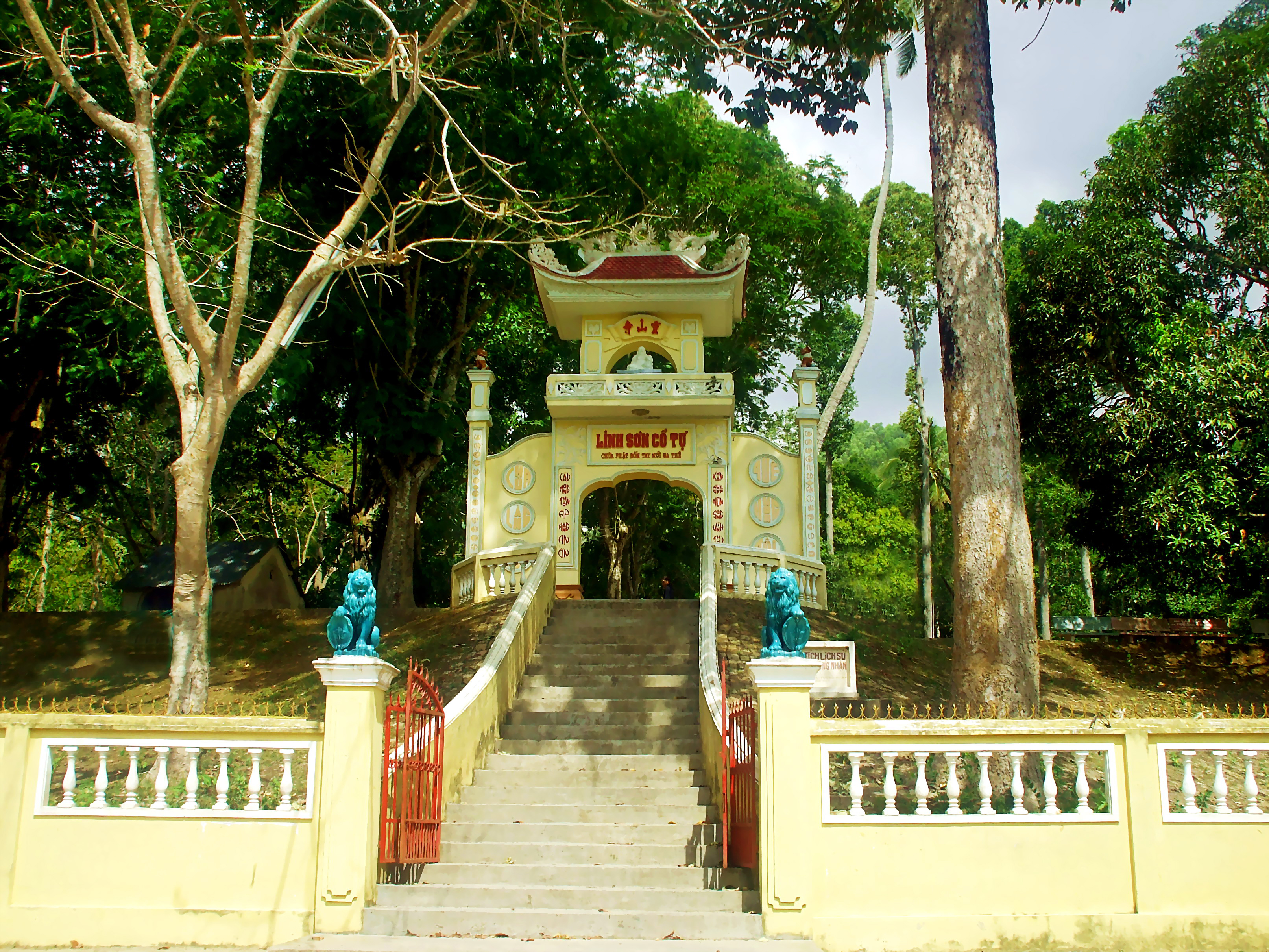
Chùa cổ Linh Sơn ở chân núi Ba Thê, thuộc thị trấn Óc Eo
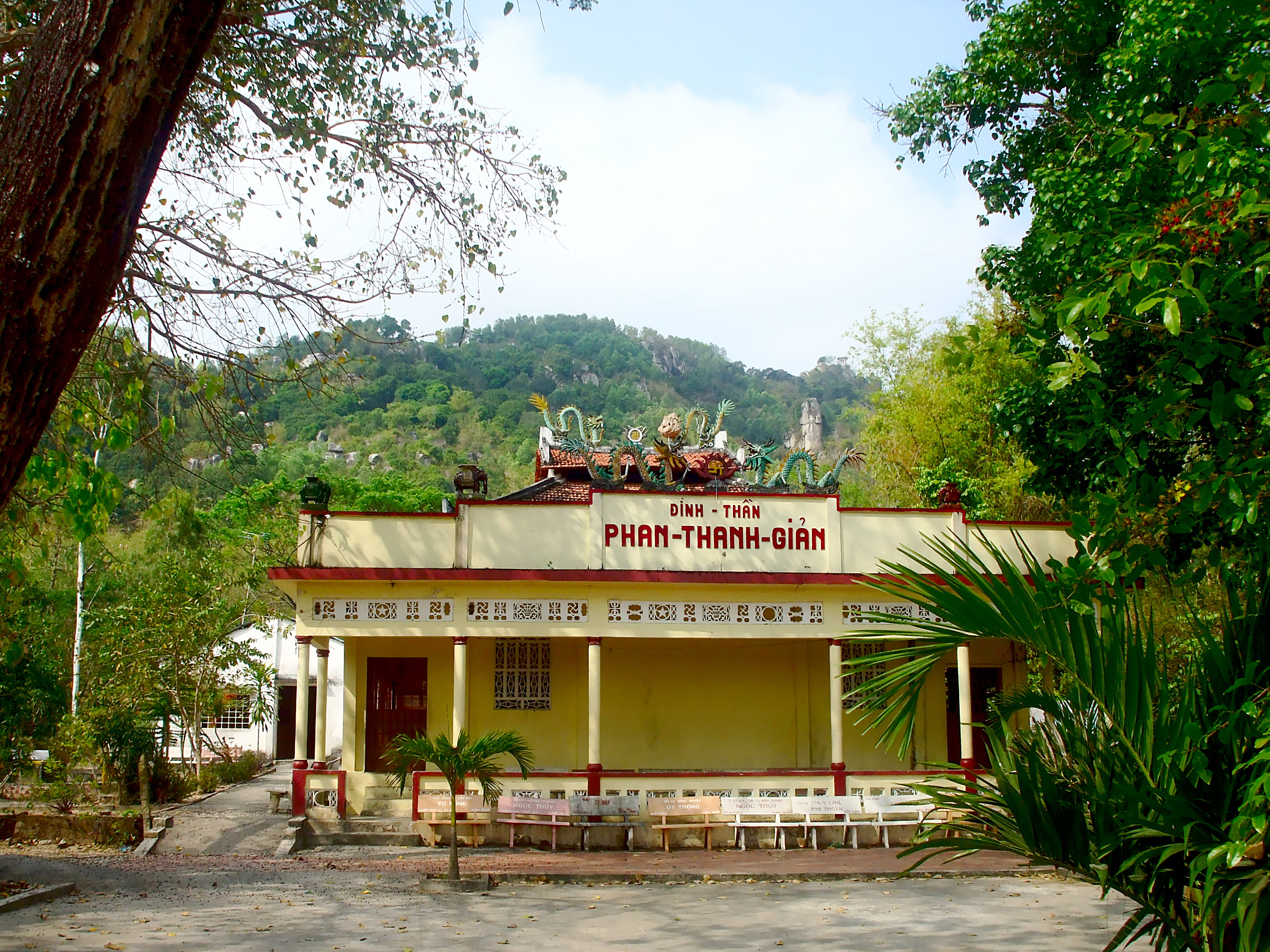
Đình Phan Thanh Giản ở chân núi Ba Thê
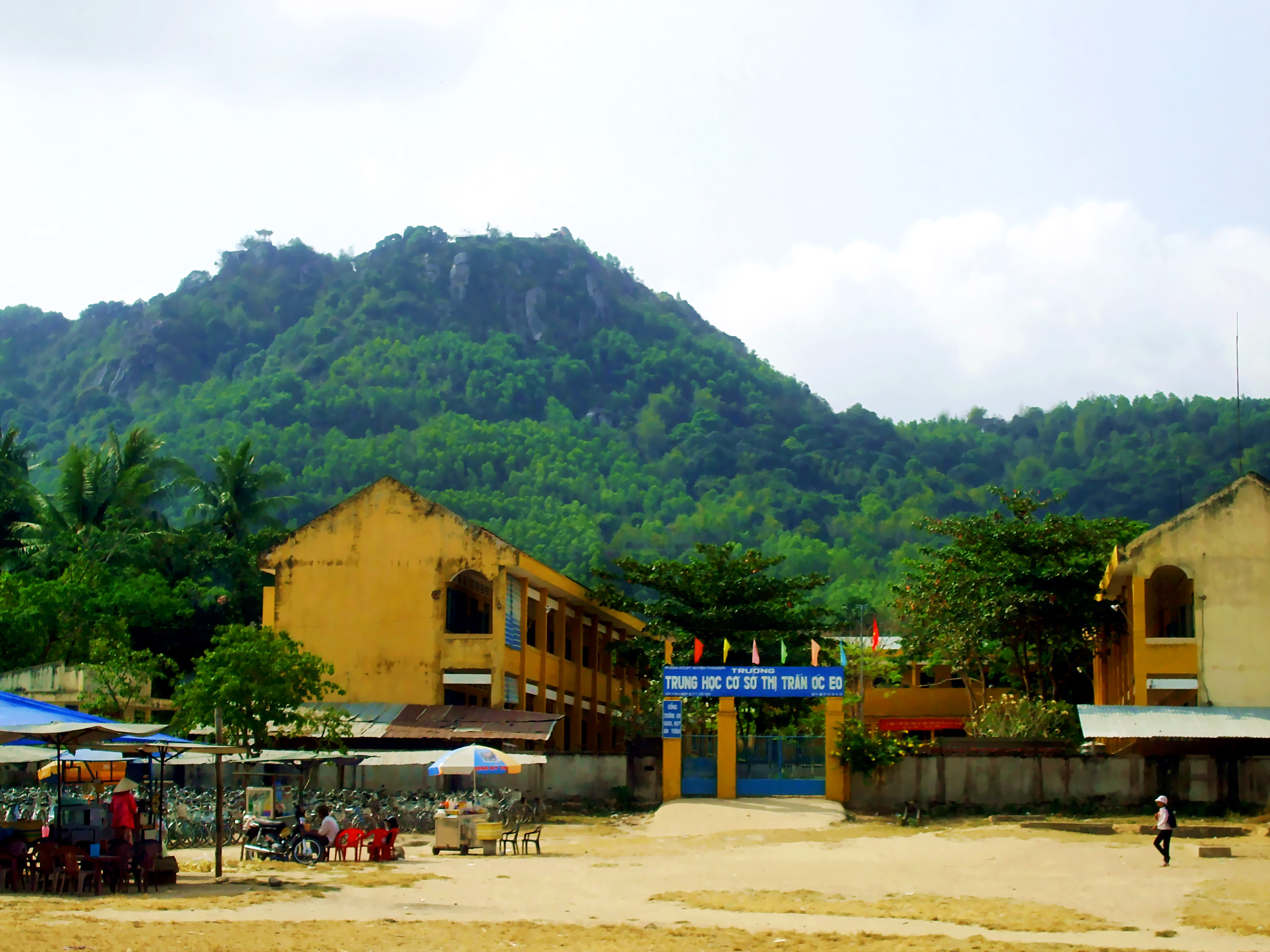
Trường Trung học cơ sở thị trấn Óc Eo ở chân núi Ba Thê
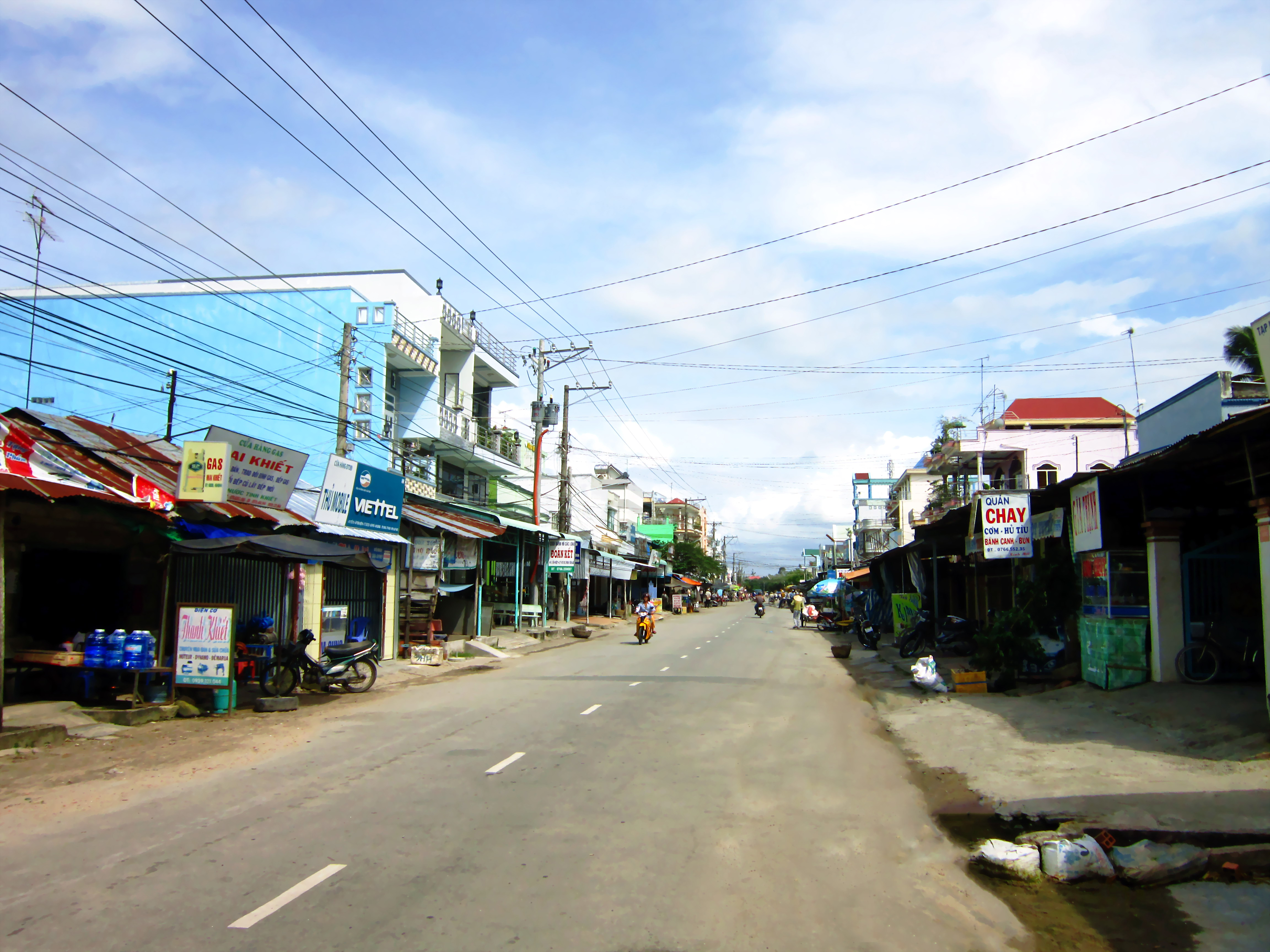
Trên tỉnh lộ 943, đoạn đi qua thị trấn Óc Eo